# San Francisco (Zulia)
San Francisco is een gemeente in de Venezolaanse staat Zulia. De gemeente telt 441.000 inwoners. De hoofdplaats is San Francisco.